# Xã Brown, Quận Ripley, Indiana
Xã Brown (tiếng Anh: Brown Township) là một xã thuộc quận Ripley, tiểu bang Indiana, Hoa Kỳ. Năm 2010, dân số của xã này là 1.597 người.